# 马修·塔兰特
马修·塔兰特（英語：Matthew Tarrant，1990年7月11日—），英国男子赛艇运动员。他曾代表英国参加世界赛艇锦标赛，获得二枚金牌和三枚铜牌。他也在欧洲赛艇锦标赛获得一枚银牌和一枚铜牌。